# Claro (Chile)

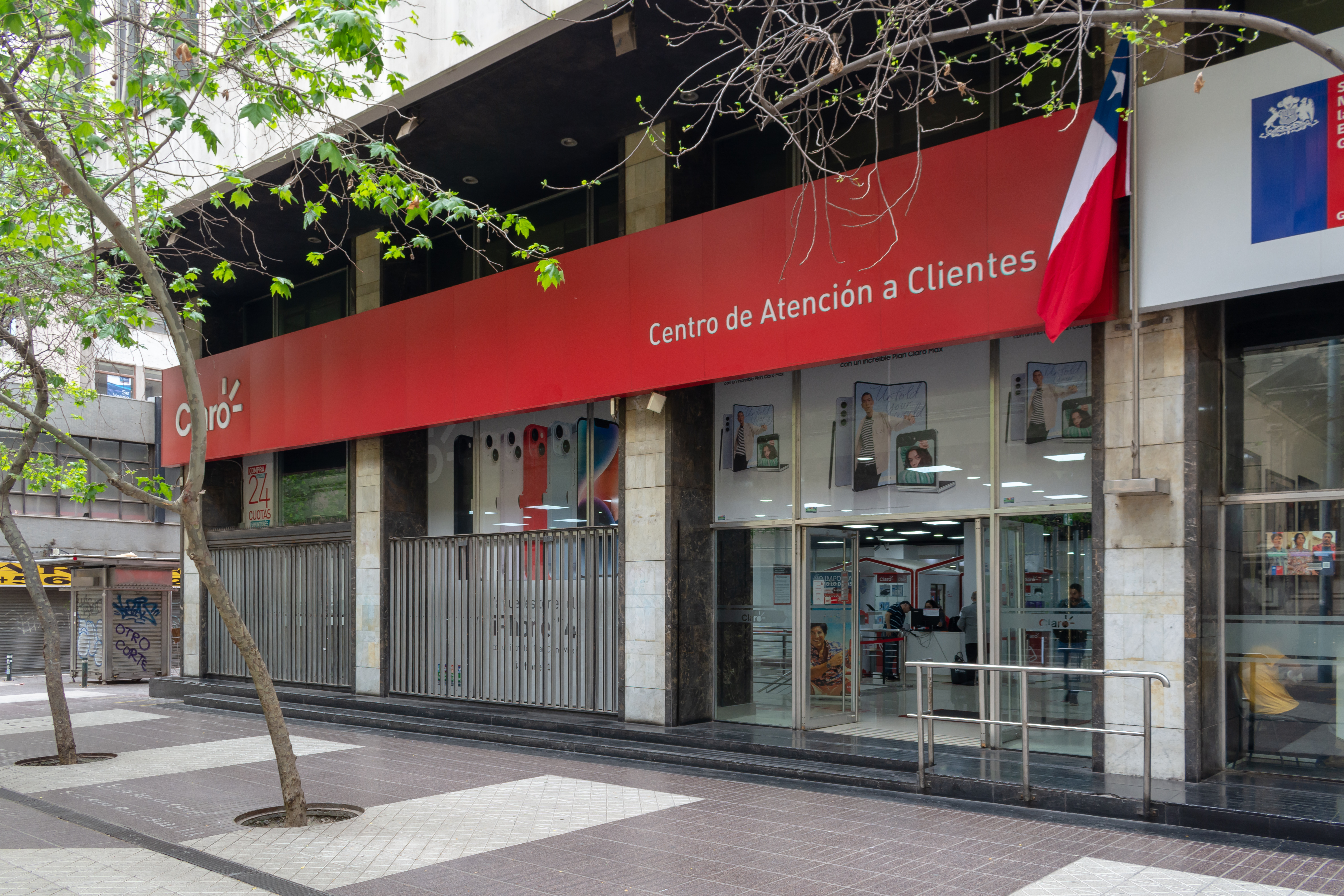
Oficina de Claro en calle Huérfanos, Santiago.

Claro (originalmente llamada Chilesat PCS;  luego conocida como Smartcom PCS, Zap TV y Telmex) es la filial chilena de América Móvil, el cuarto operador de telecomunicaciones en el mundo y el más grande de Latinoamérica. Claro tiene presencia en 18 países y cuenta con más de 290 millones de clientes de telefonía móvil, y es controlada por el Grupo Carso, cuyo accionista mayoritario es el multimillonario mexicano Carlos Slim. Desde el 2023 Claro Chile absorbió VTR.
Claro es una de las principales empresas de telecomunicaciones del país, con alrededor de 6 millones de clientes, la cual entrega servicios de telefonía fija y  móvil, internet, televisión digital y satelital, así como servicios TI y Data Center.
Al tercer trimestre de 2017, Claro tiene 407 mil suscriptores de televisión paga, equivalentes al 12,5% del mercado.
El 29 de septiembre de 2021, Claro Chile anunció su fusión con VTR; esta información fue proveída por Liberty Latin América y América Móvil, matrices de ambas compañías. En octubre de 2022, la Fiscalía Nacional Económica autorizó la fusión, pero exige venta de negocio satelital. Su edificio corporativo se encuentra en Av. El Salto 5450, Ciudad Empresarial, Huechuraba, Santiago, Chile.

## Historia

### La etapa Chilesat PCS (1998-1999)
Chilesat PCS nació en 1998, cuando el Estado chileno entrega la cuarta licencia de telefonía móvil para operar en el país, bajo las tecnologías CDMA, TDMA y GSM.
Chilesat PCS nació bajo el alero de la filial local de AT&T, Chilesat, y su cobertura inicial consistía en las regiones Metropolitana, Valparaíso y Biobío.
El 18 de noviembre de 1999, por razones de mercado, el nombre Chilesat PCS es cambiado por el de Smartcom PCS, por lo que se cree que la compañía sufrió una especie de "marcha blanca" bajo la marca Smart, porque recién con Smartcom se masificó hacia las otras regiones del país.

### Telmex Chile (2004-2010)
- 2004 - Nace Telmex Chile cuando el Grupo Carso adquiere a AT&T International la totalidad de sus subsidiarias en Latinoamérica, entre las cuales se encontraba la chilena Chilesat, una pequeña compañía telefónica especializada en servicios para empresas, que surgió en los años '90, cuando se divide la desaparecida Telex-Chile, en Chilexpress, encargada de los servicios de Télex y Courier, y Chilesat, encargada de los servicios telefónicos a empresas privadas, estatales.
- 2004 -  Cuando ya la marca se ha posicionado en el país, Telmex se encarga de los negocios que la antigua Chilesat había dejado de lado, entre los cuales se destacan los servicios de larga distancia con el carrier 171 y los servicios de telecomunicaciones para hogar.
- 2006 - Telmex comienza a ofrecer el servicio WiMAX, siendo la primera compañía en Chile en ofrecer telefonía y banda ancha inalámbrica a precios asequibles a la población.
- 2007 - Telmex adquiere a la compañía Zap TV, que ofrecía los servicios de televisión satelital y la renombra Telmex TV, siendo esta una sociedad distinta a Telmex Chile.
- Octubre 2010 - Telmex cambia de nombre a Claro.[3]

### Como Smartcom PCS/Smartcom y Claro
Smartcom PCS fue adquirida en mayo del 2000 de la compañía estadounidense Leap Wireless International (filial móvil, en ese entonces, de AT&T) por la empresa eléctrica española Endesa.

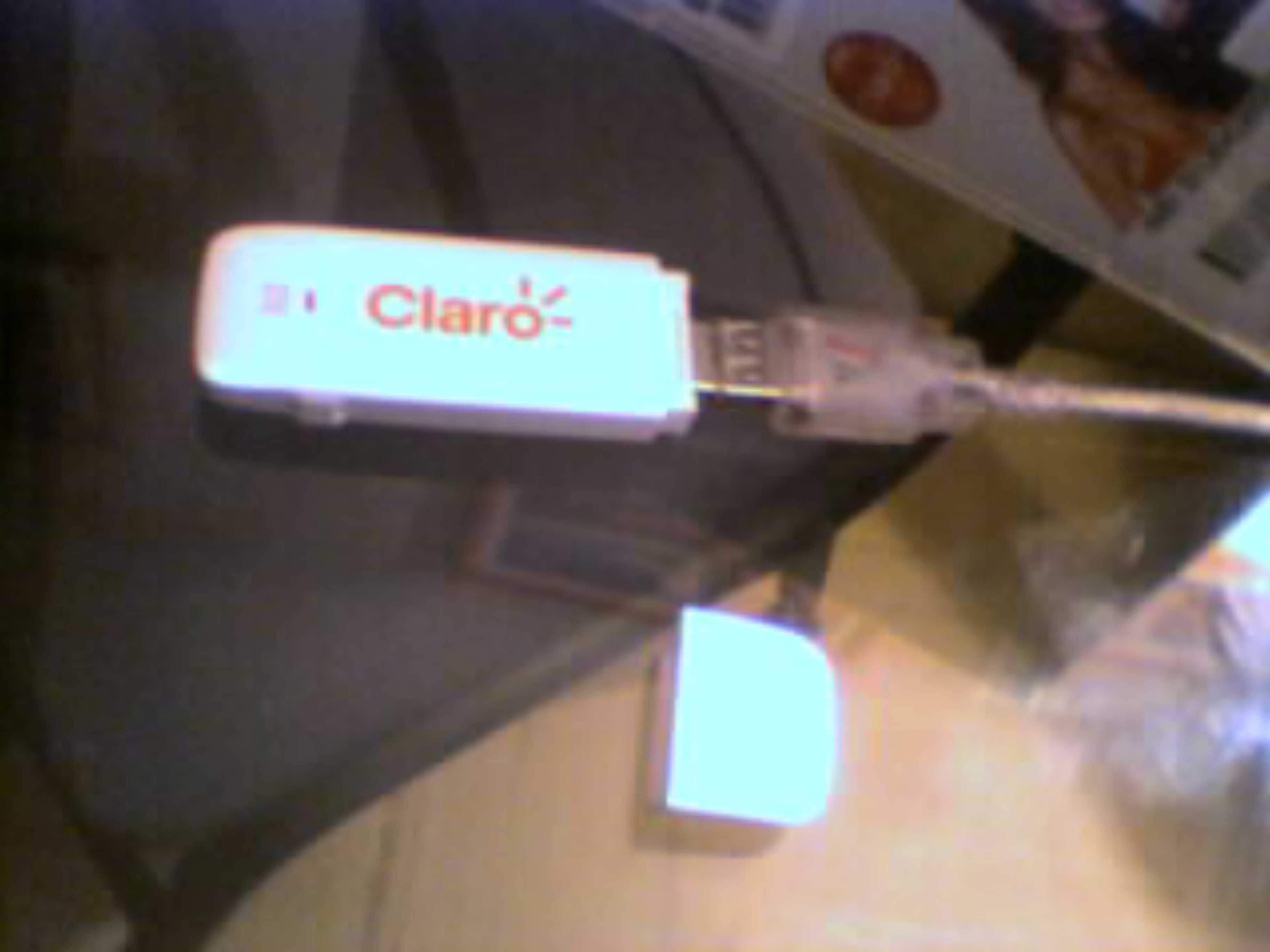
Módem de Claro Chile. (2010)

El 4 de enero de 2005, Smartcom adquirió una banda de 25 MHz licitada por Telefónica Móvil (actual Movistar Chile). Esta última se vio obligada a licitar parte del espectro que poseía como condición de la fusión entre la filial de la española Telefónica Móviles y la subsidiaria local de la estadounidense Bellsouth, adquirida por la española en marzo de 2005.
En agosto de 2005 Smartcom fue vendida a América Móvil y el 6 de agosto de 2006, la firma pasó a usar la marca Claro, sumándose a esta red actualmente existente en Brasil, Perú, Centroamérica y el Caribe.
En 2006 Claro comienza a ofrecer el servicio WiMax, siendo la primera compañía en Chile en ofrecer telefonía y banda ancha inalámbrica.[cita requerida]
En agosto de 2007 Telmex Chile adquirió la empresa de televisión satelital ZAP TV, la cual incluía como gran atractivo comercial el Canal del Fútbol en su parrilla de canales básica. Este servicio actualmente se llama Claro TV.
Durante 2007 y 2008, Claro Chile invierte más de $500 millones en ampliar su red, totalizando más de 1.700 antenas dentro del territorio nacional e implantando la tecnología 3G desde Arica a Punta Arenas.[cita requerida]
Desde enero de 2010 América Móvil y Telmex, empresas del Grupo Carso, inician un proceso de unificación en el continente, es así cuando en octubre de ese año Telmex Chile y Claro se unen en una sola marca que incluye todos los servicios a clientes.

### Fusión con VTR
Debido a la fusión con VTR, y por orden de la FNE, el negocio del DTH tendrá que ser vendido en un plazo de nueve meses a partir de octubre 2022. Mientras tanto el nuevo dueño del Trust es: Miguel Luis Amunátegui García-Huidobro a través de Claro DTH SpA e Inversiones DTH SpA.

## Punto de intercambio de tráfico
Dentro de la infraestructura de internet de Claro Chile, esta cuenta con un punto de intercambio de tráfico de Internet para conectar el tráfico de sus usuarios a otros operadores y puntos neutros.